# Heinz Tochtermann
Heinz Tochtermann (* 22. Januar 1956 in Kirchberg) ist ein ehemaliger deutscher Fußballtrainer und -spieler.

## Karriere

### Spieler
Tochtermann begann in der Jugendabteilung des VfB Stuttgart mit dem Fußballspielen. Von 1972 bis 1974 gehörte er der A-Jugendmannschaft an, bevor er anschließend in den Lizenzspielerkader der ersten Mannschaft aufrückte. Sein Debüt als Profi gab er am 5. Oktober 1974 (7. Spieltag) bei der 2:4-Niederlage im Bundesligaauswärtsspiel gegen den 1. FC Köln. Sein erstes Tor in der höchsten deutschen Spielklasse erzielte er in seinem sechsten und letzten Punktspiel für die Schwaben am 14. Juni 1975 (34. Spieltag) beim 3:2-Sieg im Heimspiel gegen Rot-Weiss Essen mit dem Treffer zum 3:1 in der 40. Minute.
Zur Saison 1975/76 wurde er vom Zweitligisten TSV 1860 München verpflichtet, für den er 25 Punktspiele in zwei Spielzeiten in der Staffel Süd bestritt. Von 1977/78 bis 1978/79 spielte er für den Ligakonkurrenten SpVgg Bayreuth und von 1979/80 – noch mit Joachim Löw gemeinsam – bis 1981/82 – letzte Saison in der Eingleisigen 2. Bundesliga – für den SC Freiburg. Sein letztes Punktspiel bestritt er am 7. November 1981 (15. Spieltag) beim torlosen Unentschieden im Heimspiel gegen die SG Union Solingen.

### Trainer
Von 1997/98 bis 1998/99 trainierte er den FC Teutonia München, den er am Saisonende in die neu reformierte Kreisklasse führte und in der Folgesaison knapp den Aufstieg in die Kreisliga verpasste.